# Marion Catherine Müller
Marion Catherine Müller (* 1979 in Detmold) ist eine deutsche Schauspielerin.

## Leben
Marion Catherine Müller studierte von 2001 bis 2005 Schauspiel an der Schauspielschule Leipzig. Sie verkörperte in der Dokuserie Schicksale – und plötzlich ist alles anders mit Sandra Klaas zwei Rollen. 2014 bis 2016 spielte sie u. a. die Valerie Reichert und Doreen Schäfer in der TV-Serie In Gefahr – Ein verhängnisvoller Moment. 2019 verkörperte sie außerdem die Rolle der Hope in dem Kurzfilm Mr. Trump feiert Thanksgiving (Regie: Katrin Butt). Im Jahr 2020 spielte sie die Rolle der Angela Bianchi in der TV-Serie Gangstarz.
Müller trat ab 2005 auch in mehreren Theatern auf. Sie spielte in der Theaterfabrik Sachsen Preparadise Sorrynow, in Blind Date und Jeanne oder die Lerche. Sie verkörperte im Cocomico Theater zahlreiche Musical und Theaterrollen, z. B. in Aschenputtel und Simsalagrimm. 2018 spielte sie in Lauras Stern im Unlimited Theater mit und im Stück Toast Hawaii am Theater an der Niebuhrg.
Die Schauspielerin war außerdem als Regieassistentin u. a. im Metropol Theater Köln tätig und verkörperte eine Rolle in Draußen vor der Tür von Wolfgang Borchert in der Shakespeare Company Coelln und an anderen Theatern. Marion Catherine Müller war auch als Sprecherin tätig, z. B. für das Musical Felix bei Cocomico records.